# Bryce Dallas Howard

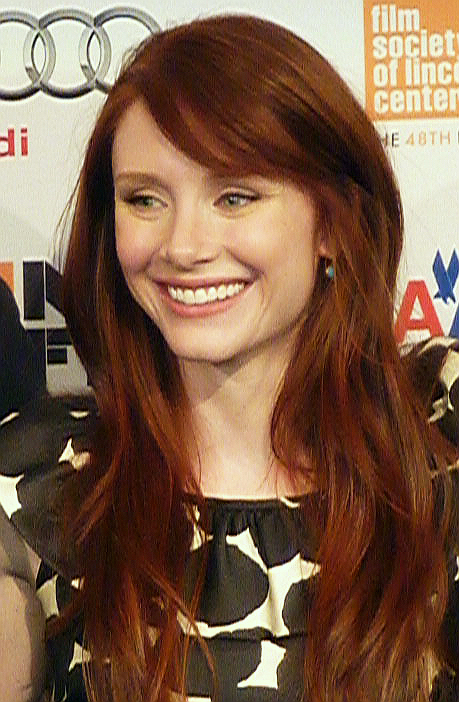
Bryce Dallas Howard (2010)

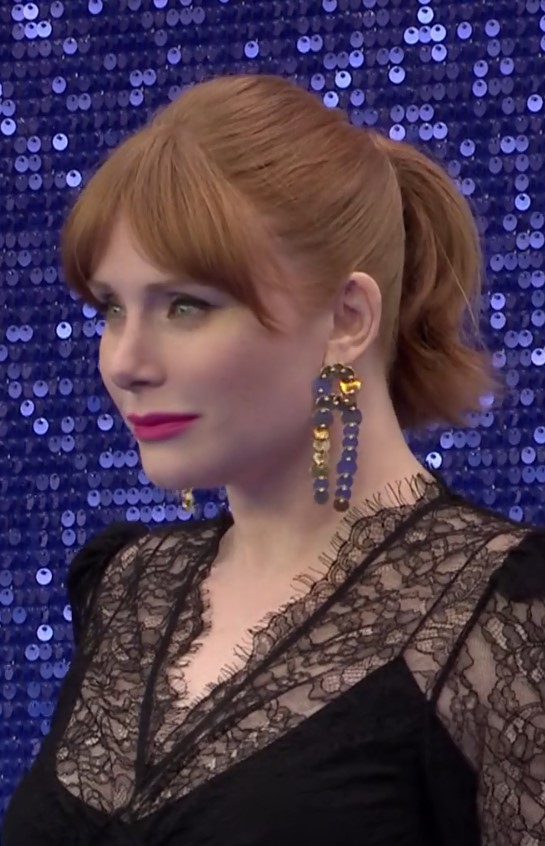
Bryce Dallas Howard (2019)

Bryce Dallas Howard (ur. 2 marca 1981 w Los Angeles) – amerykańska aktorka i reżyserka, córka hollywoodzkiego aktora i reżysera Rona Howarda i aktorki Cheryl Howard.

## Życiorys
Urodzona w Kalifornii, Howard studiowała na New York University w Tisch School of the Arts and the Stella Adler Conservatory. Jej pierwsza rola w filmie pełnometrażowym to rola u Alana Browna w filmie Księga miłości. Pierwszą poważną rolę główną dostała u M. Nighta Shyamalana w obrazie Osada.

## Życie prywatne
W 2006 wyszła za mąż za aktora Setha Gabela. Ma z nim dwoje dzieci: syna Theodore’a i córkę Beatrice.

## Filmografia

### Filmy fabularne
- 1989: Spokojnie, tatuśku (Parenthood) jako Dziewczynka (niewymieniona w czołówce)
- 1995: Apollo 13 (niewymieniona w czołówce)
- 2000: Grinch: Świąt nie będzie (How the Grinch Stole Christmas) jako Niespodzianka Ktoś
- 2004: Księga miłości (Book of Love) jako Heather
- 2004: Osada (The Village) jako Ivy Walker
- 2005: Manderlay jako Grace Margaret Mulligan
- 2006: Kobieta w błękitnej wodzie (Lady in the Water) jako Story
- 2006: Jak wam się podoba (As You Like It) jako Rosalind
- 2007: Spider-Man 3 jako Gwen Stacy
- 2008: Zaginiony diament (The Loss of a Teardrop Diamond) jako Fisher Willow
- 2009: Terminator: Ocalenie (Terminator Salvation) jako Kate Connor
- 2010: Saga „Zmierzch”: Zaćmienie (The Twilight Saga: Eclipse) jako Victoria
- 2010: Medium (Herafter) jako Melanie
- 2011: Służące (The Help) jako Hilly Holbrook
- 2011: 50/50 jako Rachael
- 2015: Jurassic World jako Claire Dearing
- 2016: Mój przyjaciel smok jako Grace
- 2017: Gold jako Kay
- 2018: Jurassic World: Upadłe królestwo jako Claire Dearing
- 2019: Rocketman jako Sheila Dwight
- 2019: O psie, który wrócił do domu jako Bella (głos)
- 2022: Jurassic World: Dominion jako Claire Dearing
- 2024: Argylle – Tajny szpieg jako Elly Conway

### Reżyser
- 2006: Orchids
- 2011: When You Find Me
- 2019: The Mandalorian

### Scenarzystka
- 2006: Orchids